# Mumidalen
Mumidalen var en del af julekalenderen på DR i 1980. Serien blev sendt sammen med Jul og grønne skove og var kostumefilm med figurerne fra Tove Janssons univers med mumitroldene. Serien var svenskproduceret og lavet til den svenske tv-julekalender i 1973 af Pi Lind, mens Hanne Willumsen bearbejdede den for dansk tv. 
Hvert afsnit var på ti minutter. Mumi-figurerne blev spillet af mimikere, der gik rundt i dragter af skumgummi. De danske stemmer blev blandt andet leveret af kendte folk fra Børn og Unge-afdelingen som Thomas Winding, Kjeld Nørgaard, Thorkild Demuth og Bob Goldenbaum.

## Svenske stemmer
- Toivo Pawlo - fortæller
- Lennart Gregor - Hemulen
- Christina Schollin - Lilla My
- Börje Ahlstedt - Mumintrollet
- Jan Erik Lindqvist - Muminpappan
- Gerd Hagman - Muminmamman
- Håkan Serner - Snusmumriken
- Lottie Ejebrant - Snorkfröken
- Sif Ruud - Too-Ticki
- Manne Grünberger - Ynk

## Danske stemmer[2]
- Thomas Winding - fortæller
- Kjeld Nørgaard - Hemulen
- Lykke Nielsen - Lille My
- Olaf Nielsen - Mumi
- Thorkild Demuth - Mumifar
- Birgit Brüel - Mumimor
- Jess Ingerslev - Mumrik
- Inger Hovman - Snorkfrøken
- Kirsten Cenius - Too-Ticki
- Bob Goldenbaum - Ynk
- Hanne Willumsen - øvrig medvirkende
- Iben Wurbs - øvrig medvirkende